# Formoso, Kansas
Formoso är en ort i Jewell County i Kansas. Vid 2010 års folkräkning hade Formoso 93 invånare.